# Novoland: The Castle in the Sky - Time Reversal
Novoland: The Castle in the Sky - Time Reversal (chino: 九州天空城之时光回转, pinyin: Jiu Zhou Tian Kong Cheng Zhi Shi Guang Hui Zhuan), es una película china transmitida el 24 de abril del 2020, a través de por Tencent.
La película es el spin-off de la serie china Novoland: Castle in the Sky 2, transmitida en el 2020.

## Sinopsis
Después de la batalla de Sky City, Feng Ren le declara la guerra a la tribu humana. Por otro lado, Fang Qiwu la Reina de la tribu humana, al ver que su gente no tiene los medios para tomar represalias, decide usar un dispositivo de máquina del tiempo que la ayude a regresar al pasado para que pueda poseer el cuerpo de Nan Yinmeng, la amada consorte de Feng Ren y así acercarse a él para matarlo. 
Sin embargo, cuando despierta en otra línea de tiempo, le dicen que Feng Ren está muerto, pero no lo cree y considera que sólo es un rumor. El cuerpo en donde Fang Qiwu despierta es el de Hong Luan, una mujer de la tribu humana, quien está comprometida con Feng Qi, el príncipe heredero de la tribu Yu, a quien ama. Fang Qiwu, descubre que dentro de diez días Hong Luan se casará con Feng Qi, y que Feng Ren tocará el guqin en la ceremonia, por lo que continúa con su plan y decide atacarlo durante la boda. 
Antes de que llegue la boda, Qiwu conoce a un joven llamado Nan Feng y pronto se enamora de él, mientras ambos comparten el mismo amor por la música. Sin embargo el día de la ceremonia, Qiwu descubre que Nan Feng en realidad es Feng Ren y queda destrozada. Aunque intenta matarlo, sin embargo no puede continuar, ya que está profundamente enamorada de él, así como él lo está de ella.

## Reparto

### Personajes principales
| Actor                | Personaje               | Notas |
| -------------------- | ----------------------- | --- |
| Wang Yuwen           | Fang Qiwu / Nan Yinmeng | Es la reina de la tribu humana en la ciudad Liangzhou, así como el verdadero y único amor de Feng Ren.           |
| Chai Ge (柴格)       | Feng Ren / Nan Feng     | Es el segundo príncipe de la tribu Yu.                                                                           |
| Li Daikun (李岱昆)   | Feng Qi                 | Es el príncipe heredero de la tribu Yu, así como el medio hermano de Feng Ren y el hijo de la Consorte Imperial. |
| Chong Danni (李岱昆) | Hong Luan               | |

### Personajes secundarios
| Actor              | Personaje         | Notas |
| ------------------ | ----------------- | --- |
| Xin Yanyu (辛延禹) | -                 | Es uno de los asistentes de Fang Qiwu. La ayuda y protege mientras ella viaja al pasado.                         |
| -                  | Consorte Imperial | Es la responsable de la muerte de la Reina, la madre de Feng Ren. Busca asesinar a Feng Ren para tener el poder. |
| -                  | Feng Tianyi       | Es el pequeño sobrino de Feng Ren.                                                                               |

## Producción
La película fue un spin-off de la serie china Novoland: Castle in the Sky 2.
La historia ocurre mucho antes de los hechos ocurridos en Novoland: The Castle in the Sky (2016) y Novoland: Castle in the Sky 2. (2020)
Fue dirigido por You Zhiwei (游智炜), quien contó con el apoyo del guionista Lin Weirui (林葳蕤).